# Kongó
Kongó (japonsky: 金剛山; Kongó-san) je 1125 m vysoká japonská hora ležící na jihovýchod od města Ósaka v prefektuře Ósaka. Poblíž leží hora Kacuragi. Hora je pojmenována podle japonského výrazu pro buddhistickou vadžru (česky: nezničitelný předmět, někdy překládáno i jako diamant).
Hora propůjčila své jméno několika lodím japonského námořnictva – obrněné korvetě Kongó z roku 1877, bitevnímu křižníku Kongó z roku 1912 a současnému modernímu torpédoborci Kongó (DDG-173) spuštěnému na vodu v roce 1991.